# Io voglio del ver la mia donna laudare
Io voglio del ver la mia donna laudare è un sonetto di Guido Guinizelli.
In questo sonetto Guinizelli tesse un elogio della donna e, nelle quartine, la paragona alle bellezze della natura come i fiori, idealmente rappresentati dalla rosa e dal giglio, che possono simboleggiare una vasta gamma di sentimenti, in particolare l'amore e la purezza; i corpi celesti, che già trasferiscono le virtù della donna su un piano soprannaturale; le bellezze della natura con i colori, compresi quelli cangianti delle pietre preziose. L'elenco dei paragoni sublimi è fatto su modello del plazer provenzale.

## Testo e parafrasi
Testo
ed asemblarli la rosa e lo giglio:

più che stella diana splende e pare,

e ciò ch'è lassù bello a lei somiglio.

Verde river' a lei rasembro e l'âre

tutti color di fior', giano e vermiglio,

oro ed azzurro e ricche gioi per dare:

medesmo Amor per lei rafina meglio.

Passa per via adorna, e sì gentile

ch'abassa orgoglio a cui dona salute,

e fa 'l de nostra fé se non la crede;

e no-lle pò apressare om che sia vile;

ancor ve dirò c'ha maggior virtute:

null'om pò mal pensar fin che la vede.»
Parafrasi
e paragonarla alla rosa e al giglio:

ella risplende e pare più di quanto risplenda la stella di Venere,

e paragono a lei tutto ciò che splende in cielo.

A lei paragono una verde campagna e l'aria

e tutti i colori dei fiori, giallo e rosso,

oro e azzurro dei lapislazzuli e ricchi gioielli degni di essere regalati:

attraverso lei lo stesso Amore si fa prezioso.

Passa per la via ornata, ed è così angelica

che abbassa l'orgoglio a chiunque doni il suo saluto,

e converte coloro che non credono;

e nessun uomo che sia ignobile le si può avvicinare;

vi dirò che ha un potere miracoloso:

nessun uomo può avere pensieri malvagi finché la vede.»

## La sublimazione della donna
In questo sonetto il poeta esprime nei confronti della sua donna intense parole d'amore e di lode. È una donna di estrema e straordinaria bellezza ed è così ricca di qualità morali da suscitare solo gioia e bontà in chi la vede. La donna viene vista come ispiratrice e purificatrice dell'amore stesso, e la sua apparizione produce effetti benefici e miracolosi: può addirittura convertire gli infedeli, oltre ad allontanare ogni cattivo pensiero e malessere. Si compie così quel processo di sublimazione della donna (da creatura terrena a creatura celeste) che contraddistingue la poetica stilnovistica.